# 卡特里
卡特里， 是一個起源於旁遮普地區的種姓，主要分佈在印度，但也分佈在巴基斯坦和阿富汗。在印度次大陸，他們主要從事商業，如銀行,奕貸和貿易。他們是中世紀晚期印度佔主導地位的商業和金融管理階層。旁遮普邦的一些世襲地主是卡特里種姓，而另一些人則從事手工職業，還有一些是用梵語或波斯語的抄寫員。
在英國殖民時期，他們還擔任律師，並在殖民地官僚機構從事行政工作。他們中的一些人在作為錫克教徒長大后在英屬印度軍隊服役。
在錫克帝國時期，許多卡特里人組成了錫克軍隊及其行政階層人員，
自1947年以來，印度武裝部隊中，許多卡特里擔任陸軍總司令或海軍上將。
在1947年印巴分治后，許多卡特里人從現代巴基斯坦地區遷移到印度，而阿富汗印度徒和錫克教徒中很多人是卡特囫種姓(另一些是阿羅拉)。
第一批錫克人多是這種姓的旁遮普人。